# Халлер, Кристина
Кристи́на Ха́ллер (нем. Christina Haller; род. 22 марта 1968) — немецкая кёрлингистка.

## Достижения
- Чемпионат мира по кёрлингу среди женщин: бронза (1989).
- Чемпионат Европы по кёрлингу: золото (1989), серебро (1994).

## Команды
| Сезон   | Четвёртый      | Третий          | Второй                                   | Первый                                   | Запасной                                | Турниры                             |
| ------- | -------------- | --------------- | ---------------------------------------- | ---------------------------------------- | --------------------------------------- | ----------------------------------- |
| 1984—85 | Барбара Халлер | Кристина Халлер | Сабина Хут                               | Хайке Вилендер                           |                                         | ЧЕЮ 1985 (7 место)                  |
| 1988—89 | Simone Vogel   | Кристина Халлер | Хайке Вилендер                           | Сабина Белькофер                         | Михаэла Грайф                           | ЧМЮ 1989 (7 место)                  |
| 1988—89 | Андреа Шёпп    | Моника Вагнер   | Барбара Халлер                           | Кристина Халлер                          |                                         | ЧМ 1989                             |
| 1989—90 | Андреа Шёпп    | Моника Вагнер   | Кристина Халлер                          | Хайке Вилендер                           |                                         | ЧЕ 1989                             |
| 1990—91 | Андреа Шёпп    | Моника Вагнер   | Кристина Халлер (ЧЕ) Хайке Вилендер (ЧМ) | Хайке Вилендер (ЧЕ) Кристина Халлер (ЧМ) | Барбара Халлер (ЧМ) тренер: Райнер Шёпп | ЧЕ 1990 (4 место) ЧМ 1991 (5 место) |
| 1994—95 | Андреа Шёпп    | Моника Вагнер   | Натали Несслер                           | Кристина Халлер (ЧЕ) Карина Майделе (ЧМ) | Хайке Вилендер тренер: Райнер Шёпп      | ЧЕ 1994 · ЧМ 1995 (4 место)         |
| 2007—08 | Андреа Шёпп    | Моника Вагнер   | Анна Хартельт                            | Мари-Тереза Роттер                       | Кристина Халлер тренер: Райнер Шёпп     | ЧЕ 2007 (7 место)                   |
| 2008—09 | Андреа Шёпп    | Моника Вагнер   | Мелани Робиллард                         | Стелла Хайсс                             | Кристина Халлер тренер: Райнер Шёпп     | ЧЕ 2008 (4 место)                   |

(скипы выделены полужирным шрифтом)